# Liste der Nummer-eins-Hits in Belgien (2002)
Dies ist eine Liste der Nummer-eins-Hits in Belgien im Jahr 2002. Für die niederländischsprachigen Landesteile (Flandern) und die französischsprachigen Landesteile (Wallonie) werden getrennte Charts ermittelt. Veröffentlicht werden die Charts von Ultratop, das auf Initiative der Belgian Entertainment Association (BEA), der Vereinigung der Musik-, Film- und Spieleindustrie des Landes, entstanden ist.

## Flandern

### Singles
| ← 2001 ← | Liste der Nummer-eins-Hits in Belgien (Flandern) | Liste der Nummer-eins-Hits in Belgien (Flandern) | Liste der Nummer-eins-Hits in Belgien (Flandern)                                  | 2003 →                    |
| \| Zeitraum \| Wo. ges. \| Interpret \| Titel Autor(en) \| Zusätzliche Informationen \| \| (Zeitraum, Wochen auf Platz eins, Interpret, Titel, Autor[en], zusätzliche Informationen) \| \| \| \| \| \| ----------------------------------------------------------------------------------------- \| -------- \| ------------------------- \| --------------------------------------------------------------------------------- \| ------------------------- \| \| 29. Dezember 2001 – 8. Februar 2002 6 Wochen \| 6 \| Kate Winslet \| What If \| – \| \| 9. Februar 2002 – 1. März 2002 3 Wochen \| 3 \| Marco Borsato & Sita \| Lopen op het water Troy Verges, Hillary Lee Lindsey, Brett James \| – \| \| 2. März 2002 – 19. April 2002 7 Wochen \| 7 \| Shakira \| Whenever, Wherever Shakira Isabel Mebarak, Gloria M. Estefan, Timothy C. Mitchell \| – \| \| 20. April 2002 – 31. Mai 2002 6 Wochen \| 6 \| Kate Ryan \| Désenchantée \| – \| \| 1. Juni 2002 – 28. Juni 2002 4 Wochen \| 4 \| 112 \| Dance with Me Jason P. D. Boyd, Daron Tavaris Jones, Michael Marcel Keith \| – \| \| 29. Juni 2002 – 9. August 2002 6 Wochen \| 6 \| Shakira \| Underneath Your Clothes Lester A. Mendez, Shakira Isabel Mebarak \| – \| \| 10. August 2002 – 16. August 2002 1 Woche \| 1 \| Dynamite feat. Robsnob \| De pizza dans \| – \| \| 17. August 2002 – 30. August 2002 2 Wochen \| 2 \| Brainpower \| Dansplaat \| – \| \| 31. August 2002 – 22. November 2002 12 Wochen \| 12 \| Las Ketchup \| The Ketchup Song (Aserejé) Francisco Manuel Ruiz Gomez \| – \| \| 23. November 2002 – 3. Januar 2003 6 Wochen \| 6 \| Nelly feat. Kelly Rowland \| Dilemma Kenneth Gamble, Bunny Sigler, Cornell Haynes, Antoine L. Macon \| – \| |                                                  |                                                  |                                                                                   |                           |
| ← 2001 |                                                  |                                                  |                                                                                   | → 2003 →                  |
| Zeitraum | Wo. ges.                                         | Interpret                                        | Titel Autor(en)                                                                   | Zusätzliche Informationen |
| (Zeitraum, Wochen auf Platz eins, Interpret, Titel, Autor[en], zusätzliche Informationen) |                                                  |                                                  |                                                                                   |                           |
| 29. Dezember 2001 – 8. Februar 2002 6 Wochen | 6                                                | Kate Winslet                                     | What If                                                                           | –                         |
| 9. Februar 2002 – 1. März 2002 3 Wochen | 3                                                | Marco Borsato & Sita                             | Lopen op het water Troy Verges, Hillary Lee Lindsey, Brett James                  | –                         |
| 2. März 2002 – 19. April 2002 7 Wochen | 7                                                | Shakira                                          | Whenever, Wherever Shakira Isabel Mebarak, Gloria M. Estefan, Timothy C. Mitchell | –                         |
| 20. April 2002 – 31. Mai 2002 6 Wochen | 6                                                | Kate Ryan                                        | Désenchantée                                                                      | –                         |
| 1. Juni 2002 – 28. Juni 2002 4 Wochen | 4                                                | 112                                              | Dance with Me Jason P. D. Boyd, Daron Tavaris Jones, Michael Marcel Keith         | –                         |
| 29. Juni 2002 – 9. August 2002 6 Wochen | 6                                                | Shakira                                          | Underneath Your Clothes Lester A. Mendez, Shakira Isabel Mebarak                  | –                         |
| 10. August 2002 – 16. August 2002 1 Woche | 1                                                | Dynamite feat. Robsnob                           | De pizza dans                                                                     | –                         |
| 17. August 2002 – 30. August 2002 2 Wochen | 2                                                | Brainpower                                       | Dansplaat                                                                         | –                         |
| 31. August 2002 – 22. November 2002 12 Wochen | 12                                               | Las Ketchup                                      | The Ketchup Song (Aserejé) Francisco Manuel Ruiz Gomez                            | –                         |
| 23. November 2002 – 3. Januar 2003 6 Wochen | 6                                                | Nelly feat. Kelly Rowland                        | Dilemma Kenneth Gamble, Bunny Sigler, Cornell Haynes, Antoine L. Macon            | –                         |

### Alben
| ← 2001 ← | Liste der Nummer-eins-Hits in Belgien (Flandern) | Liste der Nummer-eins-Hits in Belgien (Flandern) | Liste der Nummer-eins-Hits in Belgien (Flandern) | 2003 →                    |
| \| Zeitraum \| Wo. ges. \| Interpret \| Titel \| Zusätzliche Informationen \| \| (Zeitraum, Wochen auf Platz eins, Interpret, Titel, zusätzliche Informationen) \| \| \| \| \| \| ------------------------------------------------------------------------------ \| -------- \| --------------------- \| -------------------------------- \| ------------------------- \| \| 10. November 2001 – 25. Januar 2002 11 Wochen \| 11 \| Clouseau \| En dans \| – \| \| 26. Januar 2002 – 15. Februar 2002 3 Wochen \| 3 \| Anastacia \| Freak of Nature \| – \| \| 16. Februar 2002 – 22. Februar 2002 1 Woche \| 1 \| Shakira \| Laundry Service \| – \| \| 23. Februar 2002 – 8. März 2002 2 Wochen \| 2 \| Zornik \| The Place Where You Will Find Us \| – \| \| 9. März 2002 – 10. Mai 2002 9 Wochen (insgesamt 18) \| 18 \| Marco Borsato \| Onderweg \| – \| \| 11. Mai 2002 – 17. Mai 2002 1 Woche \| 1 \| M-Kids \| Crazy! \| – \| \| 18. Mai 2002 – 24. Mai 2002 1 Woche (insgesamt 18) \| 18 \| Marco Borsato \| Onderweg \| – \| \| 25. Mai 2002 – 7. Juni 2002 2 Wochen \| 2 \| Moby \| 18 \| – \| \| 8. Juni 2002 – 21. Juni 2002 2 Wochen \| 2 \| Eminem \| The Eminem Show \| – \| \| 22. Juni 2002 – 19. Juli 2002 4 Wochen (insgesamt 18) \| 18 \| Marco Borsato \| Onderweg \| – \| \| 20. Juli 2002 – 26. Juli 2002 1 Woche (insgesamt 3) \| 3 \| Dreamlovers \| 18 Hits III \| – \| \| 27. Juli 2002 – 2. August 2002 1 Woche \| 1 \| Red Hot Chili Peppers \| By the Way \| – \| \| 3. August 2002 – 16. August 2002 2 Wochen (insgesamt 3) \| 3 \| Dreamlovers \| 18 Hits III \| – \| \| 17. August 2002 – 20. September 2002 5 Wochen (insgesamt 7) \| 7 \| Helmut Lotti \| My Tribute to the King \| – \| \| 21. September 2002 – 11. Oktober 2002 3 Wochen \| 3 \| K3 \| Verliefd \| – \| \| 12. Oktober 2002 – 18. Oktober 2002 1 Woche \| 1 \| Elvis Presley \| Elvis 30 #1 Hits \| – \| \| 19. Oktober 2002 – 1. November 2002 2 Wochen \| 2 \| Hooverphonic \| Presents Jackie Cane \| – \| \| 2. November 2002 – 15. November 2002 2 Wochen \| 2 \| The Rolling Stones \| Forty Licks \| – \| \| 16. November 2002 – 6. Dezember 2002 3 Wochen (insgesamt 5) \| 5 \| U2 \| The Best of 1990 - 2000 \| – \| \| 7. Dezember 2002 – 20. Dezember 2002 2 Wochen \| 2 \| Robbie Williams \| Escapology \| – \| \| 21. Dezember 2002 – 27. Dezember 2002 1 Woche (insgesamt 7) \| 7 \| Helmut Lotti \| My Tribute to the King \| – \| \| 28. Dezember 2002 – 10. Januar 2003 2 Wochen (insgesamt 5) \| 5 \| U2 \| The Best of 1990 - 2000 \| – \| |                                                  |                                                  |                                                  |                           |
| ← 2001 |                                                  |                                                  |                                                  | → 2003 →                  |
| Zeitraum | Wo. ges.                                         | Interpret                                        | Titel                                            | Zusätzliche Informationen |
| (Zeitraum, Wochen auf Platz eins, Interpret, Titel, zusätzliche Informationen) |                                                  |                                                  |                                                  |                           |
| 10. November 2001 – 25. Januar 2002 11 Wochen | 11                                               | Clouseau                                         | En dans                                          | –                         |
| 26. Januar 2002 – 15. Februar 2002 3 Wochen | 3                                                | Anastacia                                        | Freak of Nature                                  | –                         |
| 16. Februar 2002 – 22. Februar 2002 1 Woche | 1                                                | Shakira                                          | Laundry Service                                  | –                         |
| 23. Februar 2002 – 8. März 2002 2 Wochen | 2                                                | Zornik                                           | The Place Where You Will Find Us                 | –                         |
| 9. März 2002 – 10. Mai 2002 9 Wochen (insgesamt 18) | 18                                               | Marco Borsato                                    | Onderweg                                         | –                         |
| 11. Mai 2002 – 17. Mai 2002 1 Woche | 1                                                | M-Kids                                           | Crazy!                                           | –                         |
| 18. Mai 2002 – 24. Mai 2002 1 Woche (insgesamt 18) | 18                                               | Marco Borsato                                    | Onderweg                                         | –                         |
| 25. Mai 2002 – 7. Juni 2002 2 Wochen | 2                                                | Moby                                             | 18                                               | –                         |
| 8. Juni 2002 – 21. Juni 2002 2 Wochen | 2                                                | Eminem                                           | The Eminem Show                                  | –                         |
| 22. Juni 2002 – 19. Juli 2002 4 Wochen (insgesamt 18) | 18                                               | Marco Borsato                                    | Onderweg                                         | –                         |
| 20. Juli 2002 – 26. Juli 2002 1 Woche (insgesamt 3) | 3                                                | Dreamlovers                                      | 18 Hits III                                      | –                         |
| 27. Juli 2002 – 2. August 2002 1 Woche | 1                                                | Red Hot Chili Peppers                            | By the Way                                       | –                         |
| 3. August 2002 – 16. August 2002 2 Wochen (insgesamt 3) | 3                                                | Dreamlovers                                      | 18 Hits III                                      | –                         |
| 17. August 2002 – 20. September 2002 5 Wochen (insgesamt 7) | 7                                                | Helmut Lotti                                     | My Tribute to the King                           | –                         |
| 21. September 2002 – 11. Oktober 2002 3 Wochen | 3                                                | K3                                               | Verliefd                                         | –                         |
| 12. Oktober 2002 – 18. Oktober 2002 1 Woche | 1                                                | Elvis Presley                                    | Elvis 30 #1 Hits                                 | –                         |
| 19. Oktober 2002 – 1. November 2002 2 Wochen | 2                                                | Hooverphonic                                     | Presents Jackie Cane                             | –                         |
| 2. November 2002 – 15. November 2002 2 Wochen | 2                                                | The Rolling Stones                               | Forty Licks                                      | –                         |
| 16. November 2002 – 6. Dezember 2002 3 Wochen (insgesamt 5) | 5                                                | U2                                               | The Best of 1990 - 2000                          | –                         |
| 7. Dezember 2002 – 20. Dezember 2002 2 Wochen | 2                                                | Robbie Williams                                  | Escapology                                       | –                         |
| 21. Dezember 2002 – 27. Dezember 2002 1 Woche (insgesamt 7) | 7                                                | Helmut Lotti                                     | My Tribute to the King                           | –                         |
| 28. Dezember 2002 – 10. Januar 2003 2 Wochen (insgesamt 5) | 5                                                | U2                                               | The Best of 1990 - 2000                          | –                         |

## Jahreshitparaden
| ← 2001 ← | Liste der Nummer-eins-Hits in Belgien (Flandern) | Liste der Nummer-eins-Hits in Belgien (Flandern) | Liste der Nummer-eins-Hits in Belgien (Flandern) | 2003 →   |
| \| Singles \| Position# \| Alben \| \| ------------------------------------------------------------------------------------------------------------------------------------------------- \| --------- \| ----------------------------------- \| \| The Ketchup Song (Aserejé) Las Ketchup Francisco Manuel Ruiz Gomez \| 1 \| Onderweg Marco Borsato \| \| Désenchantée Kate Ryan \| 2 \| My Tribute to the King Helmut Lotti \| \| Whenever, Wherever Shakira Shakira Isabel Mebarak, Gloria M. Estefan, Timothy C. Mitchell \| 3 \| The Eminem Show Eminem \| \| Dance with Me 112 Jason P. D. Boyd, Daron Tavaris Jones, Michael Marcel Keith \| 4 \| 18 Hits III Dreamlovers \| \| Underneath Your Clothes Shakira Lester A. Mendez, Shakira Isabel Mebarak \| 5 \| A New Day Has Come Céline Dion \| \| I’m Alive Céline Dion Andreas Mikael Carlsson, Kristian Carl Marcus Lundin \| 6 \| Verliefd K3 \| \| Without Me Eminem Anne Jennifer Dudley, Marshall Mathers, Jeffrey Irwin Bass, Malcolm Robert Andrew McLaren, Trevor Charles Horn, Kevin Dean Bell \| 7 \| Laundry Service Shakira \| \| Like a Prayer Mad’House Madonna L. Ciccone, Patrick Raymond Leonard \| 8 \| 18 Moby \| \| Dilemma Nelly feat. Kelly Rowland Kenneth Gamble, Bunny Sigler, Cornell Haynes, Antoine L. Macon \| 9 \| By the Way Red Hot Chili Peppers \| \| Lopen op het water Marco Borsato & Sita Troy Verges, Hillary Lee Lindsey, Brett James \| 10 \| Crazy! M-Kids \| |                                                  |                                                  |                                                  |          |
| ← 2001 |                                                  |                                                  |                                                  | → 2003 → |
| Singles | Position#                                        | Alben                                            |                                                  |          |
| The Ketchup Song (Aserejé) Las Ketchup Francisco Manuel Ruiz Gomez | 1                                                | Onderweg Marco Borsato                           |                                                  |          |
| Désenchantée Kate Ryan | 2                                                | My Tribute to the King Helmut Lotti              |                                                  |          |
| Whenever, Wherever Shakira Shakira Isabel Mebarak, Gloria M. Estefan, Timothy C. Mitchell | 3                                                | The Eminem Show Eminem                           |                                                  |          |
| Dance with Me 112 Jason P. D. Boyd, Daron Tavaris Jones, Michael Marcel Keith | 4                                                | 18 Hits III Dreamlovers                          |                                                  |          |
| Underneath Your Clothes Shakira Lester A. Mendez, Shakira Isabel Mebarak | 5                                                | A New Day Has Come Céline Dion                   |                                                  |          |
| I’m Alive Céline Dion Andreas Mikael Carlsson, Kristian Carl Marcus Lundin | 6                                                | Verliefd K3                                      |                                                  |          |
| Without Me Eminem Anne Jennifer Dudley, Marshall Mathers, Jeffrey Irwin Bass, Malcolm Robert Andrew McLaren, Trevor Charles Horn, Kevin Dean Bell | 7                                                | Laundry Service Shakira                          |                                                  |          |
| Like a Prayer Mad’House Madonna L. Ciccone, Patrick Raymond Leonard | 8                                                | 18 Moby                                          |                                                  |          |
| Dilemma Nelly feat. Kelly Rowland Kenneth Gamble, Bunny Sigler, Cornell Haynes, Antoine L. Macon | 9                                                | By the Way Red Hot Chili Peppers                 |                                                  |          |
| Lopen op het water Marco Borsato & Sita Troy Verges, Hillary Lee Lindsey, Brett James | 10                                               | Crazy! M-Kids                                    |                                                  |          |

## Wallonien

### Singles
| ← 2001 ← | Liste der Nummer-eins-Hits in Belgien (Wallonie) | Liste der Nummer-eins-Hits in Belgien (Wallonie) | Liste der Nummer-eins-Hits in Belgien (Wallonie)                                                                                           | 2003 →                    |
| \| Zeitraum \| Wo. ges. \| Interpret \| Titel Autor(en) \| Zusätzliche Informationen \| \| (Zeitraum, Wochen auf Platz eins, Interpret, Titel, Autor[en], zusätzliche Informationen) \| \| \| \| \| \| ----------------------------------------------------------------------------------------- \| -------- \| --------------------------- \| ------------------------------------------------------------------------------------------------------------------------------------------ \| ------------------------- \| \| 15. Dezember 2001 – 22. Februar 2002 10 Wochen \| 10 \| Star Academy \| La musique \| – \| \| 23. Februar 2002 – 1. März 2002 1 Woche \| 1 \| Garou & Céline Dion \| Sous le vent \| – \| \| 2. März 2002 – 15. März 2002 2 Wochen \| 2 \| Pink \| Get the Party Started \| – \| \| 16. März 2002 – 29. März 2002 2 Wochen \| 2 \| Mario \| On se ressemble \| – \| \| 30. März 2002 – 5. April 2002 1 Woche \| 1 \| Shakira \| Whenever, Wherever Shakira Isabel Mebarak, Gloria M. Estefan, Timothy C. Mitchell \| – \| \| 6. April 2002 – 31. Mai 2002 8 Wochen (insgesamt 9) \| 9 \| Jean-Pascal \| L’agitateur \| – \| \| 1. Juni 2002 – 7. Juni 2002 1 Woche \| 1 \| Tiziano Ferro \| Perdono \| – \| \| 8. Juni 2002 – 14. Juni 2002 1 Woche (insgesamt 9) \| 9 \| Jean-Pascal \| L’agitateur \| – \| \| 15. Juni 2002 – 6. Juli 2002 3 Wochen \| 3 \| Eminem \| Without Me Anne Jennifer Dudley, Marshall Mathers, Jeffrey Irwin Bass, Malcolm Robert Andrew McLaren, Trevor Charles Horn, Kevin Dean Bell \| – \| \| 7. Juli 2002 – 2. August 2002 4 Wochen \| 4 \| Marlène Duval & Phil Barney \| Un enfant de toi \| – \| \| 3. August 2002 – 6. September 2002 5 Wochen \| 5 \| Indochine \| J’ai demandé à la lune \| – \| \| 7. September 2002 – 3. Januar 2003 17 Wochen \| 17 \| Las Ketchup \| The Ketchup Song (Aserejé) Francisco Manuel Ruiz Gomez \| – \| |                                                  |                                                  | |                           |
| ← 2001 |                                                  |                                                  | | → 2003 →                  |
| Zeitraum | Wo. ges.                                         | Interpret                                        | Titel Autor(en) | Zusätzliche Informationen |
| (Zeitraum, Wochen auf Platz eins, Interpret, Titel, Autor[en], zusätzliche Informationen) |                                                  |                                                  | |                           |
| 15. Dezember 2001 – 22. Februar 2002 10 Wochen | 10                                               | Star Academy                                     | La musique | –                         |
| 23. Februar 2002 – 1. März 2002 1 Woche | 1                                                | Garou & Céline Dion                              | Sous le vent | –                         |
| 2. März 2002 – 15. März 2002 2 Wochen | 2                                                | Pink                                             | Get the Party Started | –                         |
| 16. März 2002 – 29. März 2002 2 Wochen | 2                                                | Mario                                            | On se ressemble | –                         |
| 30. März 2002 – 5. April 2002 1 Woche | 1                                                | Shakira                                          | Whenever, Wherever Shakira Isabel Mebarak, Gloria M. Estefan, Timothy C. Mitchell                                                          | –                         |
| 6. April 2002 – 31. Mai 2002 8 Wochen (insgesamt 9) | 9                                                | Jean-Pascal                                      | L’agitateur | –                         |
| 1. Juni 2002 – 7. Juni 2002 1 Woche | 1                                                | Tiziano Ferro                                    | Perdono | –                         |
| 8. Juni 2002 – 14. Juni 2002 1 Woche (insgesamt 9) | 9                                                | Jean-Pascal                                      | L’agitateur | –                         |
| 15. Juni 2002 – 6. Juli 2002 3 Wochen | 3                                                | Eminem                                           | Without Me Anne Jennifer Dudley, Marshall Mathers, Jeffrey Irwin Bass, Malcolm Robert Andrew McLaren, Trevor Charles Horn, Kevin Dean Bell | –                         |
| 7. Juli 2002 – 2. August 2002 4 Wochen | 4                                                | Marlène Duval & Phil Barney                      | Un enfant de toi | –                         |
| 3. August 2002 – 6. September 2002 5 Wochen | 5                                                | Indochine                                        | J’ai demandé à la lune | –                         |
| 7. September 2002 – 3. Januar 2003 17 Wochen | 17                                               | Las Ketchup                                      | The Ketchup Song (Aserejé) Francisco Manuel Ruiz Gomez                                                                                     | –                         |

### Alben
| ← 2001 ← | Liste der Nummer-eins-Hits in Belgien (Wallonie) | Liste der Nummer-eins-Hits in Belgien (Wallonie) | Liste der Nummer-eins-Hits in Belgien (Wallonie) | 2003 →                    |
| \| Zeitraum \| Wo. ges. \| Interpret \| Titel \| Zusätzliche Informationen \| \| (Zeitraum, Wochen auf Platz eins, Interpret, Titel, zusätzliche Informationen) \| \| \| \| \| \| ------------------------------------------------------------------------------ \| -------- \| ------------------ \| ------------------------------ \| ------------------------- \| \| 15. Dezember 2001 – 11. Januar 2002 4 Wochen \| 4 \| Mylène Farmer \| Les mots \| – \| \| 12. Januar 2002 – 1. März 2002 7 Wochen \| 7 \| Star Academy \| L’album \| – \| \| 2. März 2002 – 29. März 2002 4 Wochen \| 4 \| Les Enfoirés \| 2002: Tous dans le même bateau \| – \| \| 30. März 2002 – 5. April 2002 1 Woche (insgesamt 2) \| 2 \| Indochine \| Paradize \| – \| \| 6. April 2002 – 19. April 2002 2 Wochen \| 2 \| Céline Dion \| A New Day Has Come \| – \| \| 20. April 2002 – 3. Mai 2002 2 Wochen \| 2 \| Jenifer \| L’album \| – \| \| 4. Mai 2002 – 7. Juni 2002 5 Wochen \| 5 \| Pierre Rapsat \| Tous les reves … (Best Of) \| – \| \| 8. Juni 2002 – 28. Juni 2002 3 Wochen (insgesamt 5) \| 5 \| Renaud \| Boucan d’enfer \| – \| \| 29. Juni 2002 – 16. August 2002 7 Wochen \| 7 \| Patrick Bruel \| Entre-deux … \| – \| \| 17. August 2002 – 23. August 2002 1 Woche (insgesamt 2) \| 2 \| Indochine \| Paradize \| – \| \| 24. August 2002 – 30. August 2002 1 Woche (insgesamt 2) \| 2 \| Helmut Lotti \| My Tribute to the King \| – \| \| 31. August 2002 – 6. September 2002 1 Woche (insgesamt 5) \| 5 \| Renaud \| Boucan d’enfer \| – \| \| 7. September 2002 – 13. September 2002 1 Woche (insgesamt 2) \| 2 \| Helmut Lotti \| My Tribute to the King \| – \| \| 14. September 2002 – 20. September 2002 1 Woche \| 1 \| Jean-Pascal \| Qui es-tu? \| – \| \| 21. September 2002 – 27. September 2002 1 Woche (insgesamt 5) \| 5 \| Renaud \| Boucan d’enfer \| – \| \| 28. September 2002 – 4. Oktober 2002 1 Woche \| 1 \| Manu Chao \| Radio Bemba Sound System \| – \| \| 5. Oktober 2002 – 25. Oktober 2002 3 Wochen \| 3 \| Elvis Presley \| Elvis 30 #1 Hits \| – \| \| 26. Oktober 2002 – 8. November 2002 2 Wochen \| 2 \| The Rolling Stones \| Forty Licks \| – \| \| 9. November 2002 – 22. November 2002 2 Wochen (insgesamt 3) \| 3 \| Star Academy 2 \| Chante Michael Berger \| – \| \| 23. November 2002 – 6. Dezember 2002 2 Wochen \| 2 \| Johnny Hallyday \| À la vie, à la mort! \| – \| \| 7. Dezember 2002 – 13. Dezember 2002 1 Woche (insgesamt 3) \| 3 \| Star Academy 2 \| Chante Michael Berger \| – \| \| 14. Dezember 2002 – 17. Januar 2003 5 Wochen \| 5 \| Star Academy 2 \| Chante les années ’80 \| – \| |                                                  |                                                  |                                                  |                           |
| ← 2001 |                                                  |                                                  |                                                  | → 2003 →                  |
| Zeitraum | Wo. ges.                                         | Interpret                                        | Titel                                            | Zusätzliche Informationen |
| (Zeitraum, Wochen auf Platz eins, Interpret, Titel, zusätzliche Informationen) |                                                  |                                                  |                                                  |                           |
| 15. Dezember 2001 – 11. Januar 2002 4 Wochen | 4                                                | Mylène Farmer                                    | Les mots                                         | –                         |
| 12. Januar 2002 – 1. März 2002 7 Wochen | 7                                                | Star Academy                                     | L’album                                          | –                         |
| 2. März 2002 – 29. März 2002 4 Wochen | 4                                                | Les Enfoirés                                     | 2002: Tous dans le même bateau                   | –                         |
| 30. März 2002 – 5. April 2002 1 Woche (insgesamt 2) | 2                                                | Indochine                                        | Paradize                                         | –                         |
| 6. April 2002 – 19. April 2002 2 Wochen | 2                                                | Céline Dion                                      | A New Day Has Come                               | –                         |
| 20. April 2002 – 3. Mai 2002 2 Wochen | 2                                                | Jenifer                                          | L’album                                          | –                         |
| 4. Mai 2002 – 7. Juni 2002 5 Wochen | 5                                                | Pierre Rapsat                                    | Tous les reves … (Best Of)                       | –                         |
| 8. Juni 2002 – 28. Juni 2002 3 Wochen (insgesamt 5) | 5                                                | Renaud                                           | Boucan d’enfer                                   | –                         |
| 29. Juni 2002 – 16. August 2002 7 Wochen | 7                                                | Patrick Bruel                                    | Entre-deux …                                     | –                         |
| 17. August 2002 – 23. August 2002 1 Woche (insgesamt 2) | 2                                                | Indochine                                        | Paradize                                         | –                         |
| 24. August 2002 – 30. August 2002 1 Woche (insgesamt 2) | 2                                                | Helmut Lotti                                     | My Tribute to the King                           | –                         |
| 31. August 2002 – 6. September 2002 1 Woche (insgesamt 5) | 5                                                | Renaud                                           | Boucan d’enfer                                   | –                         |
| 7. September 2002 – 13. September 2002 1 Woche (insgesamt 2) | 2                                                | Helmut Lotti                                     | My Tribute to the King                           | –                         |
| 14. September 2002 – 20. September 2002 1 Woche | 1                                                | Jean-Pascal                                      | Qui es-tu?                                       | –                         |
| 21. September 2002 – 27. September 2002 1 Woche (insgesamt 5) | 5                                                | Renaud                                           | Boucan d’enfer                                   | –                         |
| 28. September 2002 – 4. Oktober 2002 1 Woche | 1                                                | Manu Chao                                        | Radio Bemba Sound System                         | –                         |
| 5. Oktober 2002 – 25. Oktober 2002 3 Wochen | 3                                                | Elvis Presley                                    | Elvis 30 #1 Hits                                 | –                         |
| 26. Oktober 2002 – 8. November 2002 2 Wochen | 2                                                | The Rolling Stones                               | Forty Licks                                      | –                         |
| 9. November 2002 – 22. November 2002 2 Wochen (insgesamt 3) | 3                                                | Star Academy 2                                   | Chante Michael Berger                            | –                         |
| 23. November 2002 – 6. Dezember 2002 2 Wochen | 2                                                | Johnny Hallyday                                  | À la vie, à la mort!                             | –                         |
| 7. Dezember 2002 – 13. Dezember 2002 1 Woche (insgesamt 3) | 3                                                | Star Academy 2                                   | Chante Michael Berger                            | –                         |
| 14. Dezember 2002 – 17. Januar 2003 5 Wochen | 5                                                | Star Academy 2                                   | Chante les années ’80                            | –                         |

## Jahreshitparaden
| ← 2001 ← | Liste der Nummer-eins-Hits in Belgien (Wallonie) | Liste der Nummer-eins-Hits in Belgien (Wallonie) | Liste der Nummer-eins-Hits in Belgien (Wallonie) | 2003 →   |
| \| Singles \| Position# \| Alben \| \| ------------------------------------------------------------------------------------------------------------------------------------------------- \| --------- \| ---------------------------------------- \| \| The Ketchup Song (Aserejé) Las Ketchup Francisco Manuel Ruiz Gomez \| 1 \| Entre-deux … Patrick Bruel \| \| L’agitateur Jean-Pascal \| 2 \| Boucan d’enfer Renaud \| \| Whenever, Wherever Shakira Shakira Isabel Mebarak, Gloria M. Estefan, Timothy C. Mitchell \| 3 \| Tous les reves … (Best Of) Pierre Rapsat \| \| Ti amo (Rien que des mots) Umberto Tozzi & Lena Ka Giancarlo Bigazzi, Umberto Tozzi; französischer Text: Bruno Roger Youna Berrebi \| 4 \| Paradize Indochine \| \| J’ai demandé à la lune Indochine \| 5 \| L’album Star Academy \| \| Perdono Tiziano Ferro \| 6 \| The Eminem Show Eminem \| \| Tu trouveras Natasha St-Pier \| 7 \| Chante Michael Berger Star Academy 2 \| \| Without Me Eminem Anne Jennifer Dudley, Marshall Mathers, Jeffrey Irwin Bass, Malcolm Robert Andrew McLaren, Trevor Charles Horn, Kevin Dean Bell \| 8 \| A New Day Has Come Céline Dion \| \| Qui est l’exemple? Rohff \| 9 \| À la vie, à la mort! Johnny Hallyday \| \| Like a Prayer Mad’House Madonna L. Ciccone, Patrick Raymond Leonard \| 10 \| 18 Moby \| |                                                  |                                                  |                                                  |          |
| ← 2001 |                                                  |                                                  |                                                  | → 2003 → |
| Singles | Position#                                        | Alben                                            |                                                  |          |
| The Ketchup Song (Aserejé) Las Ketchup Francisco Manuel Ruiz Gomez | 1                                                | Entre-deux … Patrick Bruel                       |                                                  |          |
| L’agitateur Jean-Pascal | 2                                                | Boucan d’enfer Renaud                            |                                                  |          |
| Whenever, Wherever Shakira Shakira Isabel Mebarak, Gloria M. Estefan, Timothy C. Mitchell | 3                                                | Tous les reves … (Best Of) Pierre Rapsat         |                                                  |          |
| Ti amo (Rien que des mots) Umberto Tozzi & Lena Ka Giancarlo Bigazzi, Umberto Tozzi; französischer Text: Bruno Roger Youna Berrebi | 4                                                | Paradize Indochine                               |                                                  |          |
| J’ai demandé à la lune Indochine | 5                                                | L’album Star Academy                             |                                                  |          |
| Perdono Tiziano Ferro | 6                                                | The Eminem Show Eminem                           |                                                  |          |
| Tu trouveras Natasha St-Pier | 7                                                | Chante Michael Berger Star Academy 2             |                                                  |          |
| Without Me Eminem Anne Jennifer Dudley, Marshall Mathers, Jeffrey Irwin Bass, Malcolm Robert Andrew McLaren, Trevor Charles Horn, Kevin Dean Bell | 8                                                | A New Day Has Come Céline Dion                   |                                                  |          |
| Qui est l’exemple? Rohff | 9                                                | À la vie, à la mort! Johnny Hallyday             |                                                  |          |
| Like a Prayer Mad’House Madonna L. Ciccone, Patrick Raymond Leonard | 10                                               | 18 Moby                                          |                                                  |          |